# Российско-сингапурские отношения

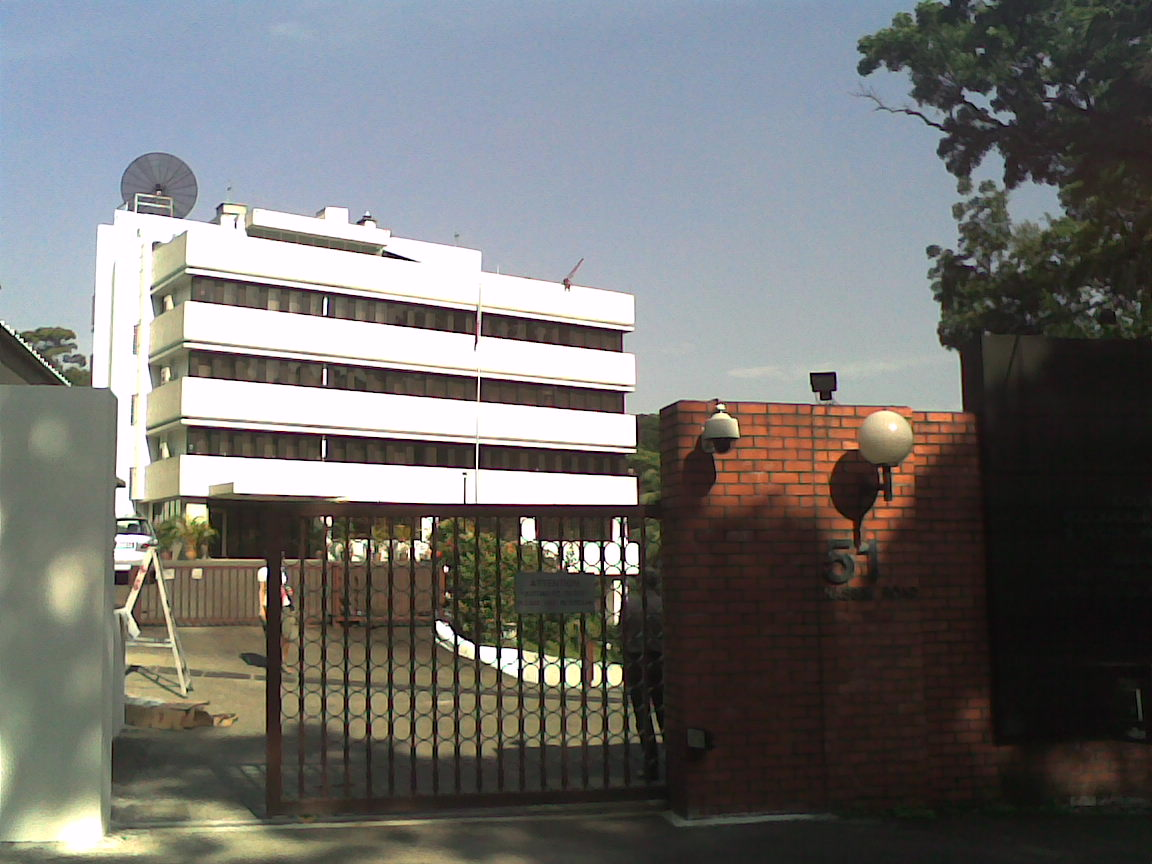
Российское посольство в Сингапуре.

Российско-сингапурские отношения — дипломатические отношения между Российской Федерацией и Республикой Сингапур. Россия имеет посольство в Сингапуре, Сингапур имеет посольство в Москве. Обе страны являются полноправными членами АТЭС. Отношения между двумя странами можно обозначить как «превосходные». Россия и Сингапур имеют много общих интересов и тесно сотрудничают на многих уровнях.

## История
Первым российским консулом в Сингапуре был А. М. Выводцев в 1890 году, когда остров был ещё частью Британской Империи. На следующий год Сингапур посетил Николай II во время своего восточного путешествия. Российская империя принимала участие в подавление сингапурского восстания 1915 года. Советский Союз и Сингапур установили дипломатические отношения 1 июня 1968 года.

## Двусторонние отношения

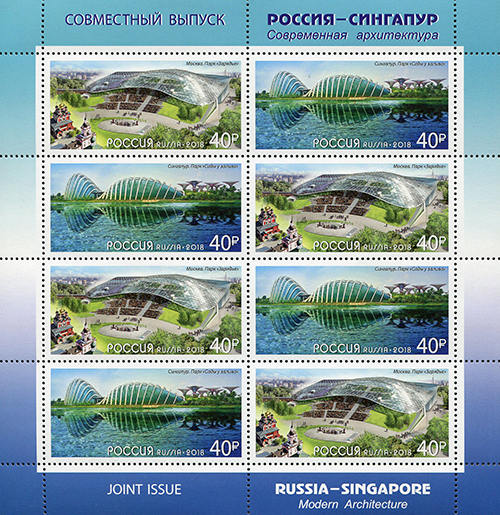
Почтовый лист. «Совместный выпуск Российской Федерации и Республики Сингапур. К 50-летию установления дипломатических отношений. Современная архитектура».

В 2009 году был проведен российско-сингапурский диалог, который увеличил интенсивность развития отношений двух стран. Главными участниками диалога были президент России Дмитрий Медведев, премьер-министр Владимир Путин, председатель Совета Федерации Сергей Миронов с российской стороны, а также премьер министр Сингапура Ли Сяньлун, министр-наставник Ли Куан Ю, старший министр Го Чок Тонг и заместитель премьер-министра Тео Чи Хин со сингапурской стороны.
Первый государственный визит в Сингапур был совершен в 2009 году Дмитрием Медведевым. Во время своего визита президент России встретился с президентом Сингапура Селлапаном Раманатаном и премьер-министром Ли Сяньлуном. В российско-сингапурском совместном заявлении было сказано, что визит Дмитрия Медведева в Сингапур определил дальнейшие шаги, которые необходимо принять для дальнейшего повышения двусторонних связей. Одним из основных результатов государственного визита лидера России в Сингапур было установление высокого уровня российско-сингапурской межправительственной комиссии. Первые две сессии комиссии состоялись в Сингапуре в сентябре 2010 и в Москве в сентябре 2011. В ноябре 2015 Медведев посетил Сингапур как премьер-министр, где встретился с премьер-министром Сингапура Ли Сяньлуном, что подчеркивает расширение торговых связей между двумя странами, а также расширение экономической деятельности компаний.

Межпарламентские и межрегиональные отношения также продвинулись за последние годы благодаря саммиту ASEAN-Россия, на котором лидеры стран-членов встречаются с президентом России.
Торговля и экономика являются локомотивом двустороннего сотрудничества. Кроме двусторонней торговли, которая превысила 17 млрд долларов США, инвестиции и научно-техническое сотрудничество также получили дополнительный импульс. Между правительством Сингапура и правительством России подписано соглашение об избежании двойного налогообложения и предотвращении уклонения от уплаты налогов.
В сентябре 2011 года в Сингапуре прошел шестой ежегодный российско-сингапурский деловой форум, в котором приняли участие представители государственного и частного секторов России, Сингапура, Содружества Независимых Государств и Азиатско-Тихоокеанского региона.

## Российско-Сингапурский Деловой Совет
Российско-Сингапурский Деловой Совет образован в 2009 году Торгово-промышленной палатой Российской Федерации при содействии Министерства экономического развития Российской Федерации и Государственной корпорации «Ростех». Председателем Совета является Николай Волобуев — заместитель генерального директора Государственной корпорации «Ростех». Заместителем Председателя — Исполнительным директором Совета является Сергей Пронин. Цель Совета — содействие росту несырьевого товарооборота Российской Федерации с Республикой Сингапур и привлечение иностранных инвестиций в российские региональные проекты.
Деятельность Российско-Сингапурского Делового Совета, созданного ТПП РФ и ГК Ростех направлена на:
- Развитие торговли и внешнеэкономических связей между странами Евразийского экономического союза (ЕАЭС) и региона Юго-Восточной Азии (ЮВА) на основании выстроенных отношений деловых кругов и государственных структур России и Сингапура.
- Повышение доли высокотехнологичной продукции в экспортно-импортных операциях.
- Поддержка производителей и поставщиков из стран ЕАЭС в Юго-Восточной Азии.

## Официальные представители
В 1994 году Российская Федерация назначила первым послом в Сингапуре, Михаила Белого, который служил с 1994 по 1999 г. В 1999 г. Сергей Киселёв стал вторым послом в Сингапуре, а следующим Андрей Рожков, который служил с 2005 по 2011 год.

### Список российских послов в Сингапуре
- М. М. Белый
- С. Б. Киселёв
- А. Н. Рожков
- Л. П. Моисеев
- А. А. Татаринов
- С. П. Ганжа